# Becard de Mèxic
El becard de Mèxic (Pachyramphus major) és un ocell de la família dels titírids (Tityridae). Es troba a l'Amèrica Central, des de Mèxic fins a Nicaragua. Els seus hàbitats són els boscos tropicals i subtropicals de frondoses humits de les terres baixes i de l'estatge montà, bé com els boscos tropicals i subtropicals de frondoses secs i les plantacions. El seu estat de conservació es considera de risc mínim.

## Taxonomia
Segons la llista mundial d'ocells del Congrés Ornitològic Internacional (versió 12.2, juliol 2022), el becard olivaci té cinc subespècies Tanmateix, el Handook of the Birds of the World i la quarta versió de la BirdLife International Checklist of the birds of the world (Desembre 2019), consideren que la subespècie Pachyramphus major uropygialis tindria categoria d'espècie pròpia. Segons aquest altre criteri, s'hauria de considerar:
- Pachyramphus major (stricto sensu) - Becard de Mèxic oriental
- Pachyramphus uropygialis - Becard de Mèxic occidental.